# Cub de Necker
El  Cub de Necker  és una il·lusió òptica publicada per primera vegada el 1832 pel cristal·lògraf suís Louis Albert Necker.

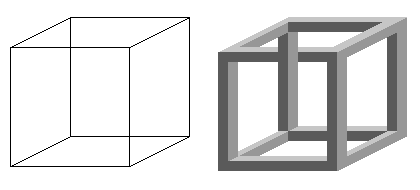
El cub de Necker és el de l'esquerra, cub impossible a la dreta.

Es tracta d'un cub en perspectiva cavallera, és a dir, que els límits paral·lels del cub estan dibuixats com a línies paral·leles a la imatge. Quan es creuen dues línies, la imatge no mostra quin està al davant i quina darrera. Això fa que el dibuix sigui ambigu, ja que pot ser interpretat de dues maneres diferents. Quan s'observa la imatge, sol succeir que s'intercanvia la visió entre les dues interpretacions vàlides. Aquest fet es denomina percepció multiestable.
Aquest efecte és interessant perquè cada part de la imatge és ambigua per si mateixa, fins que el sistema perceptiu visual selecciona una interpretació.